# Gran Premio motociclistico del Belgio
Il Gran Premio motociclistico del Belgio è stato una delle prove del motomondiale.

## Storia
Disputatosi per la prima volta nel 1921 su un circuito stradale di 15 chilometri tra le cittadine di Francorchamps, Malmedy e Stavelot (il circuito diverrà meglio noto come "Circuito di Spa-Francorchamps"), e valido per il Campionato Europeo nel 1926, 1930, 1938 e 1939, la gara entrò a far parte del Mondiale sin dalla prima edizione (1949).
Il 1979 vide la gara disputarsi su un nuovo circuito permanente; il pessimo stato dell'asfalto, però, fece scattare uno sciopero dei piloti ufficiali. Spostatosi a Zolder per la stagione 1980 (era la terza volta che la gara non si disputava a Spa; le precedenti erano state nel 1923 a Dinant e nel  1936 a Floreffe), ritorna sul circuito delle Ardenne dal 1981, per restarvi sino al 1990.

## L'albo d'oro

### Edizioni non valevoli per il motomondiale
| Anno | Circuito        | classe 175          | classe 250         | classe 350     | classe 500         |
| ---- | --------------- | ------------------- | ------------------ | -------------- | ------------------ |
| 1921 | Spa             |                     |                    | René Kieken    | Hubert Hassall     |
| 1922 | Spa             |                     | Geoff Davison      | E. Remington   | Gaston Antoine     |
| 1923 | Dinant-Feschaux |                     | Wal Handley        | Jean Huynen    | Freddie Dixon      |
| 1924 | Spa             | Geoff Davison       | Bert Taylor        | Paddy Johnston | Alec Bennett       |
| 1925 | Spa             | Norbert Vanneste    | Jock Porter        | Wal Handley    | Alec Bennett       |
| 1926 | Spa             | René Milhoux        | Jock Porter        | Frank Longman  | Jimmie Simpson     |
| 1927 | Spa             | Arthur Geiß         | Syd Crabtree       | Jimmie Simpson | Stanley Woods      |
| 1928 | Spa             | Arthur Geiß         | Syd Crabtree       | J. Treborg     | Charlie Dodson     |
| 1929 | Spa             | Bert Kershaw        | Jock Porter        | Wal Handley    | Charlie Dodson     |
| 1930 | Spa             | Yvan Goor           | Syd Crabtree       | Ernie Nott     | Henry Tyrell-Smith |
| 1931 | Spa             | Eric Fernihough     | Ted Mellors        | Jimmie Guthrie | Stanley Woods      |
| 1932 | Spa             | Eric Fernihough     | Ted Mellors        | Jimmie Simpson | Stanley Woods      |
| 1933 | Spa             | Yvan Goor           | Wal Handley        | Jimmie Guthrie | Tim Hunt           |
| 1934 | Spa             | Yvan Goor           | Henry Tyrell-Smith | Jimmie Simpson | Wal Handley        |
| 1935 | Spa             | Maurice van Geert   | Arthur Geiß        | John White     | Jimmie Guthrie     |
| 1936 | Floreffe        | Jean Térigi         | Arthur Geiß        | Ted Mellors    | Jimmie Guthrie     |
| 1937 | Spa             | Bernhard Petruschke | Walfried Winkler   | John White     | Jimmie Guthrie     |
| 1938 | Spa             | Léon Neumann        | Ewald Kluge        | John White     | Georg Meier        |
| 1939 | Spa             |                     | Ewald Kluge        | Ted Mellors    | Georg Meier        |

### Edizioni valevoli per il motomondiale
| Anno | Circuito | Classe 50            | classe 125         | classe 250         | Classe 350      | Classe 500        | Sidecar               | Resoconto |
| ---- | -------- | -------------------- | ------------------ | ------------------ | --------------- | ----------------- | --------------------- | --------- |
| 1949 | Spa      |                      |                    |                    | Freddie Frith   | William Doran     | Oliver-Jenkinson      | Resoconto |
| 1950 | Spa      |                      |                    |                    | Bob Foster      | Umberto Masetti   | Oliver-Dobelli        | Resoconto |
| 1951 | Spa      |                      |                    |                    | Geoff Duke      | Geoff Duke        | Oliver-Dobelli        | Resoconto |
| 1952 | Spa      |                      |                    |                    | Geoff Duke      | Umberto Masetti   | Oliver-Price          | Resoconto |
| 1953 | Spa      |                      |                    |                    | Fergus Anderson | Umberto Masetti   | Oliver-Dibben         | Resoconto |
| 1954 | Spa      |                      |                    |                    | Ken Kavanagh    | Geoff Duke        | Oliver-Nutt           | Resoconto |
| 1955 | Spa      |                      |                    |                    | Bill Lomas      | Giuseppe Colnago  | Noll-Cron             | Resoconto |
| 1956 | Spa      |                      | Carlo Ubbiali      | Carlo Ubbiali      | John Surtees    | John Surtees      | Noll-Cron             | Resoconto |
| 1957 | Spa      |                      | Tarquinio Provini  | John Hartle        | Keith Campbell  | Libero Liberati   | Schneider-Strauß      | Resoconto |
| 1958 | Spa      |                      | Alberto Gandossi   |                    | John Surtees    | John Surtees      | Schneider-Strauß      | Resoconto |
| 1959 | Spa      |                      | Carlo Ubbiali      |                    |                 | John Surtees      | Schneider-Strauß      | Resoconto |
| 1960 | Spa      |                      | Ernst Degner       | Carlo Ubbiali      |                 | John Surtees      | Fath-Wohlgemuth       | Resoconto |
| 1961 | Spa      |                      | Luigi Taveri       | Jim Redman         |                 | Gary Hocking      | Scheidegger-Burkhardt | Resoconto |
| 1962 | Spa      | Ernst Degner         | Luigi Taveri       | Bob McIntyre       |                 | Mike Hailwood     | Camathias-Winter      | Resoconto |
| 1963 | Spa      | Isao Morishita       | Bert Schneider     | Fumio Itō          |                 | Mike Hailwood     | Scheidegger-Robinson  | Resoconto |
| 1964 | Spa      | Ralph Bryans         |                    | Mike Duff          |                 | Mike Hailwood     | Deubel-Hörner         | Resoconto |
| 1965 | Spa      | Ernst Degner         |                    | Jim Redman         |                 | Mike Hailwood     | Scheidegger-Robinson  | Resoconto |
| 1966 | Spa      |                      |                    | Mike Hailwood      |                 | Giacomo Agostini  | Scheidegger-Robinson  | Resoconto |
| 1967 | Spa      | Hans-Georg Anscheidt |                    | Bill Ivy           |                 | Giacomo Agostini  | Enders-Engelhardt     | Resoconto |
| 1968 | Spa      | Hans-Georg Anscheidt |                    | Phil Read          |                 | Giacomo Agostini  | Auerbacher-Hahn       | Resoconto |
| 1969 | Spa      | Barry Smith          | Dave Simmonds      | Santiago Herrero   |                 | Giacomo Agostini  | Fath-Kalauch          | Resoconto |
| 1970 | Spa      | Aalt Toersen         | Ángel Nieto        | Rodney Gould       |                 | Giacomo Agostini  | Butscher-J. Huber     | Resoconto |
| 1971 | Spa      | Jan de Vries         | Barry Sheene       | Silvio Grassetti   |                 | Giacomo Agostini  | Schauzu-Kalauch       | Resoconto |
| 1972 | Spa      | Ángel Nieto          | Ángel Nieto        | Jarno Saarinen     |                 | Giacomo Agostini  | Enders-Engelhardt     | Resoconto |
| 1973 | Spa      | Jan de Vries         | Jos Schurgers      | Teuvo Länsivuori   |                 | Giacomo Agostini  | Enders-Engelhardt     | Resoconto |
| 1974 | Spa      | Gerhard Thurow       | Ángel Nieto        | Kent Andersson     |                 | Phil Read         | Steinhausen-J. Huber  | Resoconto |
| 1975 | Spa      | Julien van Zeebroeck | Paolo Pileri       | Johnny Cecotto     |                 | Phil Read         | Steinhausen-J. Huber  | Resoconto |
| 1976 | Spa      | Herbert Rittberger   | Ángel Nieto        | Walter Villa       |                 | John Williams     | Steinhausen-J. Huber  | Resoconto |
| 1977 | Spa      | Eugenio Lazzarini    | Pier Paolo Bianchi | Walter Villa       |                 | Barry Sheene      | Schwärzel-A. Huber    | Resoconto |
| 1978 | Spa      | Ricardo Tormo        | Pier Paolo Bianchi | Paolo Pileri       |                 | Wil Hartog        | Holzer-Meierhans      | Resoconto |
| 1979 | Spa      | Henk van Kessel      | Barry Smith        | Edi Stöllinger     |                 | Dennis Ireland    | Steinhausen-Arthur    | Resoconto |
| 1980 | Zolder   | Stefan Dörflinger    | Ángel Nieto        | Anton Mang         |                 | Randy Mamola      | Taylor-Johansson      | Resoconto |
| 1981 | Spa      | Ricardo Tormo        |                    | Anton Mang         |                 | Marco Lucchinelli | Biland-Waltisperg     | Resoconto |
| 1982 | Spa      |                      | Ricardo Tormo      | Anton Mang         |                 | Freddie Spencer   | Biland-Waltisperg     | Resoconto |
| 1983 | Spa      |                      | Eugenio Lazzarini  | Didier de Radiguès |                 | Kenny Roberts     | Biland-Waltisperg     | Resoconto |
| Anno | Circuito | Classe 80            | classe 125         | classe 250         | Classe 350      | Classe 500        | Sidecar               | Resoconto |
| 1984 | Spa      | Stefan Dörflinger    |                    | Manfred Herweh     |                 | Freddie Spencer   | Michel-Fresc          | Resoconto |
| 1985 | Spa      |                      | Fausto Gresini     | Freddie Spencer    |                 | Freddie Spencer   | Streuer-Schnieders    | Resoconto |
| 1986 | Spa      |                      | Domenico Brigaglia | Sito Pons          |                 | Randy Mamola      | Webster-Hewitt        | Resoconto |
| 1988 | Spa      |                      | Jorge Martínez     | Sito Pons          |                 | Wayne Gardner     | Biland-Waltisperg     | Resoconto |
| 1989 | Spa      |                      | Hans Spaan         | Jacques Cornu      |                 | Eddie Lawson      | Streuer-de Haas       | Resoconto |
| 1990 | Spa      |                      | Hans Spaan         | John Kocinski      |                 | Wayne Rainey      | Streuer-de Haas       | Resoconto |